# Le più belle canzoni di Maria Monti
Le più belle canzoni di Maria Monti è un album del 2006 inciso da Maria Monti per Dischi Ricordi.

## Tracce
Lato A
1. Bell'usellin del bosch (Anonimo, Ettore De Carolis)
2. Crapa pelada (Gorni Kramer)
3. Donna lombarda (Anonimo, Ettore De Carolis)
4. Faceva il palo (Enzo Jannacci, Walter Valdi)
5. Il mio ligera (El me ligera) (Fiorenzo Carpi, Leo Chiosso, Dario Fo e Franca Rame)
6. La Balilla (Anonimo, Ettore De Carolis)
7. La roeuda la gira (Antonacci, Sigismondi)
8. Lo spazzacamino (Cesare Andrea Bixio, Bixio Cherubini)
9. Porta romana
10. Se otto ore (tradizionale)
11. Stamattina mi sono alzata (Anonimo, Ettore De Carolis)
12. Teresina ven debass (Anonimo, Ettore De Carolis)